# 客家酿豆腐
客家酿豆腐是客家三大名菜之一。
“酿”是一个客家话动词，表示“镶”或“植入馅料”的意思，“酿豆腐”即“有肉馅的豆腐”之意。

## 做法
把羊肉或豬肉用刀反覆剁蓉、調味做成餡料，在豆腐块中對角切出十字紋，或用手指轻轻插一個小洞，塞入适量以肉类为主的馅料，然后以煎、焖、煲、炸或蒸等烹调方法烹调至熟。途中可以煮一些醬淋在上面。馅料通常傳統上取新鲜羊肉而清代開始則多取猪肉，加盐、香菇、胡椒、八角、五香粉、葱花，或荞苗等佐料，以刀背剁成。

## 文化
在节日客家人通常都会自己制作一定量的豆腐，“酿”好煎熟，置入砂锅中，每餐取出若干作菜肴，剩余的每隔一段时间在砂锅中加热煮沸以防变质，直至全部吃完。
一般都是选用嫩豆腐制作，首先把豆腐切成长方体，用筷子在中间“夹”出个洞来，有做成通孔的也有不通的。 之后把肉馅放进去。